# Thora Hird
Thora Hird, född 28 maj 1911 i Morecambe, England, död 15 mars 2003 i Twickenham, var en brittisk skådespelerska.
Hon föddes i en teaterfamilj och blev själv stjärna över en natt vid sitt första framträdande i London, i pjäsen Flowers For The Living 1944. Genom åren hade hon stora framgångar på scen, i såväl klassiska skådespel såsom Romeo och Julia som musikaler, till exempel No, No, Nanette.
Hon medverkade i mer än hundra filmer, bland andra Glädjespridaren (1960), Att älska så (1962) och Otillbörligt närmande (1962), samt i flera populära TV-serier.  
Hennes dotter är skådespelerskan Janette Scott.